# كأس الاتحاد الإنجليزي 1999–2000
كأس الاتحاد الإنجليزي 1999–2000 (بالإنجليزية: 1999–2000 FA Cup)‏ هو الموسم 119 من  كأس الاتحاد الإنجليزي. الذي يشرف على تنظيمه الاتحاد الإنجليزي لكرة القدم، وفاز فيه تشيلسي.